# Colleen Farrington
Colleen Farrington, née le 5 août 1936 à Lordsburg et morte le 12 octobre 2015 à Jupiter, est un mannequin américain, Playmate, et chanteuse en club,. Elle est la mère de l'actrice Diane Lane.

## Biographie
Colleen Leigh Violet Farrington est née à Lordsburg, au Nouveau-Mexique, fille d'Eleanor Biggs. Elle a commencé à travailler comme mannequin à New York et était une favorite du créateur de mode Oleg Cassini. Elle a également eu des rôles d'actrice. Elle est la Playmate du magazine Playboy pour son numéro d'octobre 1957. Elle a été photographiée par Peter Basch.

### Vie personnelle
Farrington a été mariée au conseiller d'acteur Burton Eugene Lane, et a divorcé en 1965, peu de temps après que leur fille, Diane, soit née. Celle-ci est devenue actrice, nommée pour un Oscar du cinéma.
Colleen Farrington s'installera plus tard en Géorgie et épousera Lawrence Price.
Farrington est décédée à Jupiter, en Floride, le 12 octobre 2015 à l'âge de 79 ans.